# Coussin de fonds propres
Un coussin de fonds propres est un stock de réserves détenu par une banque de manière structurelle (coussin structurel) ou en lien avec le cycle économique (coussin contra-cyclique), afin d'assurer sa liquidité. Les coussins de fonds propres sont des instruments de politique macroprudentielle et microprudentielle.

## Concept
Un coussin de fonds propres est un stock de réserves qui permet à la banque d'absorber ses pertes dans une situation de stress économique intense. Le coussin est une sécurité supplémentaire à celle assurée par les réserves obligatoires. La nécessité de réserves fortes est mise en évidence par le modèle de Diamond–Dybvig, qui analyse les réactions des épargnants lors d'une crise bancaire, qui peuvent conduire à une panique bancaire. 
Les coussins de fonds propres sont calculés à partir des montants détenus par chaque banque. Les montants considérés sont le plus souvent les réserves dites « Tier 1 », c'est-à-dire le noyau dur des réserves.  Les institutions financières d'importance systémique au niveau mondial doivent se soumettre à des exigences de fonds propres plus importants. 

## Historique
Les accords de Bâle ont mis en place des standards en termes de coussins structurels et contra-cycliques. Ainsi, en plus du ratio de fonds propres qui est renforcé, Bâle III met en place un coussin de fonds propres contracyclique dont le taux se situe entre 0 % et 2,5 % des actifs.
Plusieurs directives européennes ont rendu obligatoires des coussins de fonds propres contra-cycliques en traduisant les accords de Bâle. On trouve parmi elles la directive européenne sur les exigences de fonds propres (CRD IV) du 26 juin 2013. Depuis lors, les fonds propres doivent être équivalents, au moins, à 8 % des actifs, pondérés en fonction du risque.

## Débats
La Banque de France a proposé en 2021 un nouveau type de coussin de fonds propres, appelé Risk-to-Buffer, qui permette de calibrer à la fois les coussins structurels et les coussins cycliques.